# Last Chance (film)
Last Chance est un film américain réalisé par Bryan Cranston et sorti en 1999.
Enfermée dans sa petite ville, Lauren a vu petit à petit ses aspirations s'évanouir. Alors qu'elle se résigne à n'être qu'une épouse et une mère, elle croise la route de Sam, un homme plus âgé qui, lui, a passé toute son existence à suivre ses rêves. Cette rencontre la pousse à vivre autrement.

## Fiche technique
- Réalisation : Bryan Cranston
- Pays : Américain
- Genre : Drame
- Date de sortie : 1999
- Durée : 98 minutes

## Distribution
- Tim Thomerson
- Bryan Cranston
- Jay Thomas

## Récompenses
Breckenridge Festival of Film 1999
| "Best of the Fest" | Drama Bryan Cranston |

Valleyfest Film Festival 2000
| Prix du public | Bryan Cranston |